# Torres de la Alameda

Rotonda.

Torres de la Alameda es un municipio español de la provincia y Comunidad de Madrid ubicado a 41 km de Madrid capital y a 9 km de Alcalá de Henares. Constituye uno de los municipios transversales del industrializado Valle del Henares y que acoge una dinámica actividad industrial y residencial como descongestión de las ciudades centrales del Valle. Pertenece a la diócesis de Alcalá de Henares.
El pueblo limita con Alcalá de Henares al norte, con San Fernando de Henares y Loeches al oeste, con Valverde de Alcalá y Villalbilla al este y con Pozuelo del Rey al sur. El término municipal está atravesado por dos vías pecuarias: la colada Galiana y la colada de Alcalá a Torres. Asimismo pasa por el municipio la, vía de Alta velocidad Madrid-Barcelona. En el núcleo urbano se cruzan las carreteras M-220, M-224 y M-225, que conectan la localidad con sus vecindarios inmediatos. Hacia el oeste, alejada del centro del pueblo se encuentra la M-300, que une Alcalá de Henares con Loeches hasta llegar a la autovía A-3 (Madrid-Valencia).
En cuanto a su geografía el término municipal de Torres de la Alameda esta definido por una amplia meseta al sur de la que parten las vegas de los arroyos Pantueña y Anchuelo, que confluyen en la vega del Henares en la zona noroeste, proporcionando un terreno adecuado para la explotación agrícola de cultivos de secano como el cereal y el olivo. De acuerdo a la división comarcal de Maite Rodríguez Ariza, Torres de la Alameda se engloba en la subcomarca del "páramo de Campo Real", incluida en la comarca más amplia de “los páramos”. Esta categorización define especialmente las zonas elevadas que han sido caracterizadas como "alcarria madrileña". En ellas se da una vegetación de monte bajo representativa del ecosistema mediterráneo que cuenta con una biodiversidad de más de 900 especies.
El gentilicio por el que son conocidos los habitantes de Torres de la Alameda es torresano/a, aunque de manera despectiva o satírica son llamados "mangurrinos" por los naturales de los pueblos de los alrededores. El escudo del pueblo está compuesto por tres torres y tres espigas doradas sobre un fondo azur., y la bandera presenta el escudo en el centro sobre un fondo púrpura.

## Origen del nombre
Sobre el origen del nombre del pueblo existe cierta discusión. Según la historiadora Pilar González Conde, antes de la llegada de los romano los pobladores carpetanos denominaban Metturi al asentamiento preexistente, siendo metturicum la gentilidad indígena romanizada que terminó transformándose en "Turicum", un topónimo que aparece en una estela romana conservada en el pueblo. Sin embargo para la historiadora María Jesús Torquemada, dicha estela conmemoraba a "una mujer natural y vecina de una población que ya se denominaba Turres".

A finales del siglo XIX, Andrés Marín Pérez escribió la Guía de Madrid y su provincia en la que daba esta explicación sobre el origen del nombre del lugar: 
A penas los árabes invadieron la Península se dedicaron a construir torres y castillos (…). Al frente de cada fortaleza fundada ponían un jefe y dejaban el número de soldados que consideraban necesarios para su defensa. Cuando la paz y la tranquilidad los dejaba, dedicábanse a construir algunas chozas, casas y corrales (…) fundada y poblada esta villa por los hijos de Agar lo llamaron Torres, porque en su jurisdicción había varios castillos y fortalezas que se conservaron mucho tiempo siendo destruidos lastimosamente por el transcurso de los tiempos.
Esta explicación carece de evidencias que la sustenten, ya que el origen de Torres de la Alameda es anterior a la dominación musulmana y no se han encontrado restos de fortificaciones en los alrededores. No obstante esta teoría sobre el origen del nombre del municipio ha trascendido y aparece en guías recientes como Pueblos y Comarcas de la Comunidad de Madrid, de Maite Rodríguez Ariza.
En algunos documentos administrativos de finales del siglo XV Torres de la Alameda, que pertenecía al alfoz de Alcalá de Henares aparece como la aldea de Valdetorres. Más tarde, a mediados del siglo XVI, esta aldea obtuvo de la Corona de Castilla el título de villa con el nombre de "Torres". Sin embargo no fue hasta principios del siglo XX cuando a histórico Torres se añadió "de la Alameda" como alusión al arrollo Pantueña antiguamente llamado Alameda. Dicho cambio se llevó a cabo en la reforma de la nomenclatura municipal de 1916.

## Historia

### Primeros pobladores y época romana
Los orígenes del poblamiento en Torres de la Alameda se remontan al calcolítico hacia el 4000 a. C. Se han excavado yacimientos de esta época en la colina que hoy ocupa el polígono industrial y domina la confluencia de los arroyos Anchuelo y Pantueña, junto al antiguo "pozo del tío Gil". El más paradigmático es el yacimiento de "El Perdido" datado del 2460-2350 a. C. En él se encontró un enterramiento colectivo, en una la tumba circular de apenas dos metros de diámetro con restos de 78 individuos.
También hay restos arqueológicos de la Edad de Hierro, concretamente Hierro II en el cerro del Viso, en un conjunto de excavaciones entre los actuales términos de Alcalá de Henares, Villalbilla y Torres de la Alameda. Se cree que Torres pudo haber sido una aldea satélite de un asentamiento carpetano que tenía su núcleo en la zona de Alcalá de Henares.
Se han encontrado restos de esta edad de Hierro en el actual parque del Calvario y en el lugar en el que se encuentra la plaza de toros. Fue en esta zona donde más tarde se produjo la consolidación de Torres como núcleo urbano en época romana. Torres aparece como población latina en numerosos documentos, era un lugar de paso de la calzada Galiana que unía Complutum con Caracca, Segobriga y Cartago Nova.
Uno de los vestigios romanos que aún perdura visiblemente es una lápida funeraria que forma parte de uno de los muros de la ermita de la Soledad. En ella puede leerse la inscripción "FVSCI NA FUSCINAES TTVRICVN.FHS.E.S TTL", bajo un trébol de cuatro hojas y una decoración de una arcada esquemática. Según María Jesús Torquemada, esta estela funeraria conmemora a una mujer "natural y vecina" de esta población, y fue colocada en los muros de la ermita con una finalidad decorativa. Tras los romanos llegaron los visigodos, y Torres se mantuvo como núcleo poblacional dependiente del Reino de Toledo.

### Edad Media

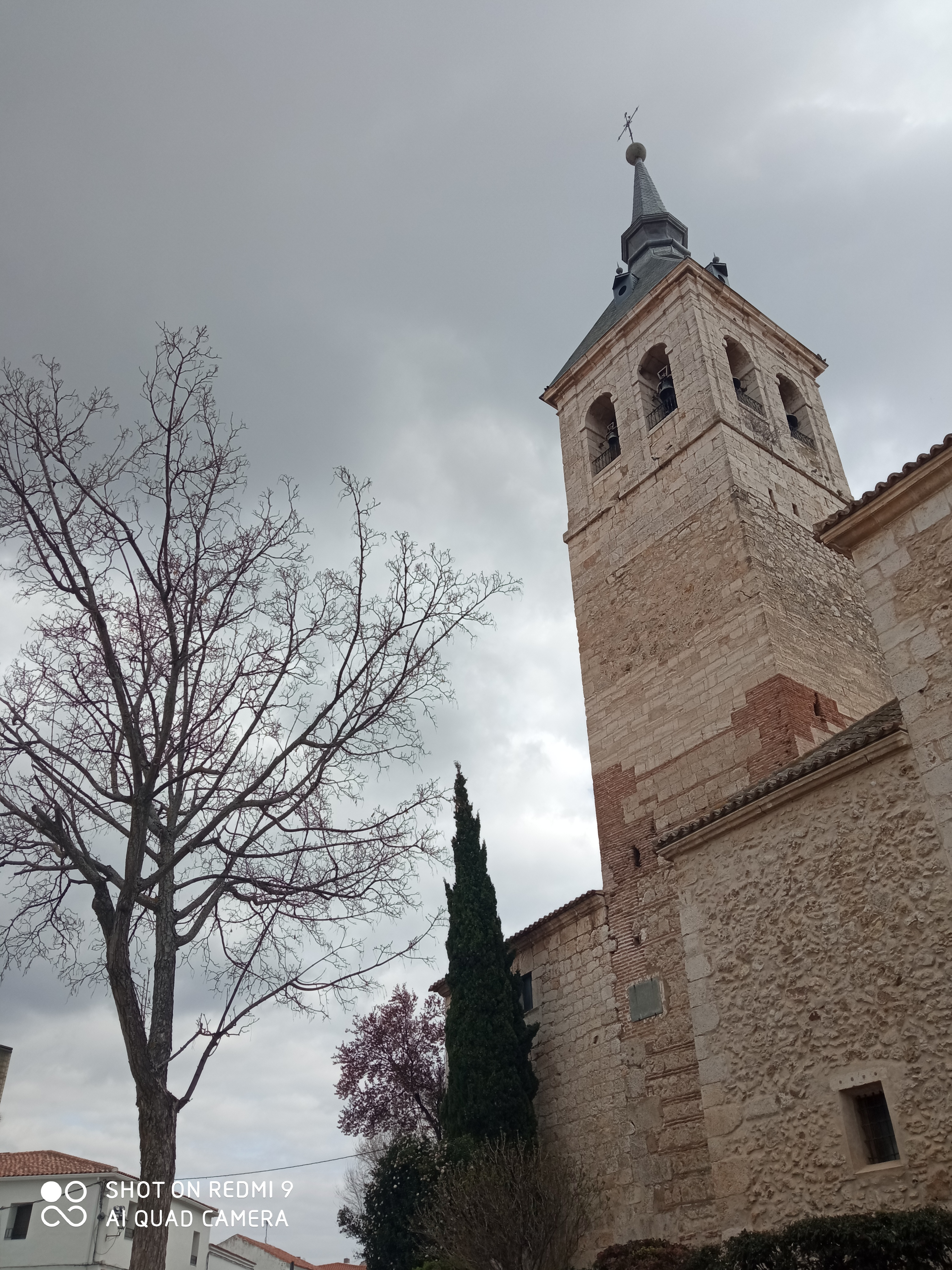
Torre de la iglesia parroquial de Torres de la Alameda, Asunción de Nuestra Señora.

Más tarde en el 712, un año después del desembarco de Tarik en la Península, al igual que Alcalá de Henares, Torres se hallaba bajo dominio musulmán. La presencia árabe se mantuvo hasta el reinado de Alfonso VI, que acometió la reconquista de Madrid. En el marco de estas políticas el Arzobispo de Toledo, Bernardo de Cluny toma de Alcalá de Henares en el 1088, pero la presión almorávide provocó nuevamente la caída de la ciudad en manos musulmanas. La reconquista de la ciudad y sus tierras se produjo en el 1118 bajo el reinado de Urraca I, iniciándose en este momento la repoblación. Sin embargo, esta se vio interrumpida por el breve periodo en el que la zona cayó bajo el dominio almohade, con Yusuf II entre el 1195 y el 1214, año en el que esta área pasó a estar definitivamente bajo el control del arzobispado de Toledo durante el pontificado de Jiménez de  la Rada. El estatus administrativo de Torres quedó definido finalmente en el año 1223 cuando el arzobispo de Toledo concedió un fuero especial a burgo de Santiuste (Alcalá de Henares) del que dependían las llamadas "veinticinco aldeas" entre las que se encontraba Torres.
Durante el siglo XIII, se produjo un momento de estabilidad en el que tuvo lugar una refundación del municipio marcada por la construcción de una iglesia de estilo mudéjar en el lugar donde se encuentra la actual parroquia. Según María Jesús Torquemada, los cimientos de la torre pertenecen a esta construcción de entre los siglos XIII-XIV.
A finales del siglo XV el Cardenal Cisneros realizó una nueva división administrativa de las aldeas de Alcalá de Henares donde Torres aparece integrada junto con Loeches, Pozuelo y Arganda en el llamado "cuarto de Arganda", aunque en otros documentos administrativos es Loeches la aldea que encabeza esta agrupación.

### Edad Moderna
A mediados del siglo XVI durante el reinado de Carlos I, su hija Juana fue nombrada gobernadora de Castilla, “con poder para dar y confirmar privilegios y para convertir aldeas en villas” como hizo en Valladolid el 11 de abril de 1555 al otorgar a Torres el título de villa. De esta manera, pasaba a estar bajo jurisdicción real, en lugar de bajo el alfoz de Alcalá de Henares, núcleo con el que había mantenido numerosas disputas por la definición de las lindes y los usos de la tierra, que continuaron después de que Torres obtuviera el título de villa. Pese a esta concesión, Torres siguió sometida a la potestad eclesiástica tanto de la archidiócesis de Alcalá como del Arzobispado de Toledo, que continuaron designando cargos como el de alcalde, alguacil o almotacén. Por ello el rey Felipe II, tratando de contrarrestar esta influencia en 1578 convierte a Torres en propiedad de la corona, reservándose el derecho de venta de la villa.  

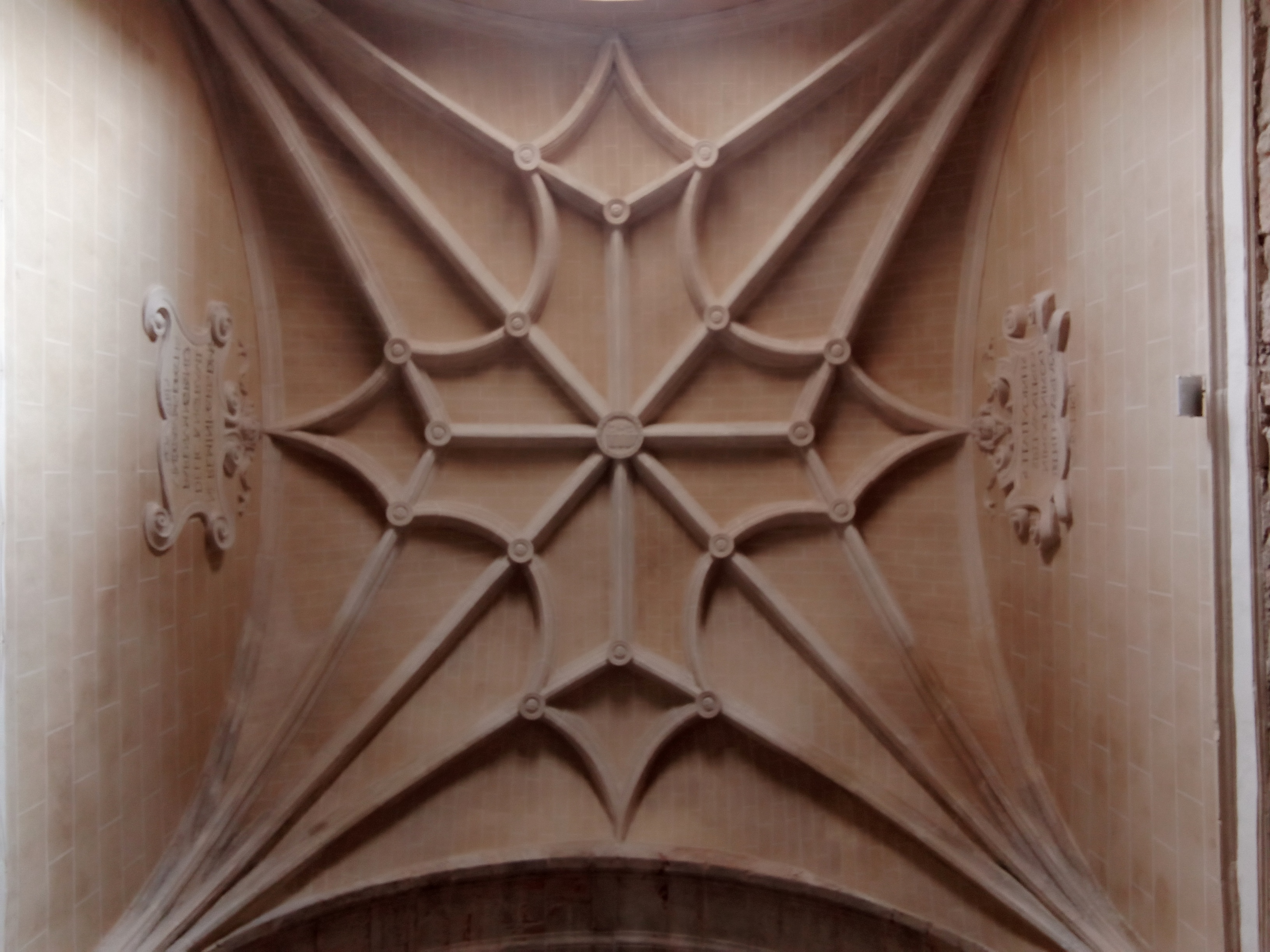
Bóveda de la capilla de los condes de Montesclaros, Torres de la Alameda.

Durante el siglo XVI la villa experimentó un significativo crecimiento demográfico y una época de abundancia que permitió llevar a cabo la construcción de la iglesia parroquial de fábrica renacentista y poco después, a finales del XVI y comienzos del siglo XVII la ermita de la Soledad. En este momento, a mediados del XVII se produce la llegada de una copia de la sábana santa a Torres. Su peculiaridad reside en que se trata de una copia "auténtica" ya que estuvo en contacto con Síndone de Turín el 3 de mayo de 1620, como se señala en el lateral del lienzo. Las copias de la Sábana Santa eran un regalo frecuente de la Casa Saboya, pero se desconoce cómo llegó a Torres. Se cree que la sábana pudo haber estado en poder de la reina Margarita de Austria, y que esta se la entregó a su confesor Mariano de Torres, natural de la villa. Sin embargo esta hipótesis es poco verosímil ya que la reina murió en 1611, aunque pudo haber ocurrido algo similar con las infantas o con las sucesivas reinas consortes Isabel de Borbón y Mariana de Austria. También se especula con que pudo haberla traído algún fraile o cortesano originario del pueblo. Asimismo, en este periodo llegó a Torres un lignum crucis, sacado del de las Descalzas Reales de Madrid. En la certificación que acredita su autenticidad la abadesa, refleja que la reliquia se entrega a "fray Josef Sanz, natural de esta villa”.
Según las Relaciones de Lorenzana, en 1669, ante la necesidad de la monarquía de recaudar fondos, la villa se vendió al Príncipe de Astillanos (conocido en algunos documentos como VIII príncipe de Stigliano), Nicolás María de Guzmán y Caraffa, III marqués de Toral. Éste la compró para agregarla al mayorazgo y ducado de Medina de las Torres, obtenido por el matrimonio de su padre, Ramiro Núñez de Guzmán, el II marqués de Toral, con María de Guzmán y Zúñiga, hija del conde-duque de Olivares. Nicolás María de Guzmán y Caraffa contrajo matrimonio con una hija de los duques de Alba: María de Toledo. Este noble murió sin descendencia, por lo que el señorío pasó a su hermanastra Mariana de Guzmán y Vélez Ladrón de Guevara, hija del tercer matrimonio del II marqués de Toral, Ramiro Núñez, y casada con el undécimo duque de Medina Sidonia, Juan Claros Alonso Pérez de Guzmán el Bueno. Durante su señoría de 1683 a 1723 el pueblo vivió el convulso periodo de la Guerra de Sucesión y la llegada al trono de primer Borbón, Felipe V.
En este momento progresan nuevas fortunas de los fieles a la causa borbónica como Don Juan de Goyeneche y Gastón, empresario navarro, fundador de Nuevo Bactán. Además su extenso patrimonio en Olmeda y Villar del Olmo compró importantes propiedades en Torres que pasaron a su hijo, Francisco Javier de Goyeneche y Balanza, marqués de Belzunce, en lo que en la actualidad es la finca de la Dehesa de Torres. Mientras tanto, la duquesa de Medina de las Torres murió sin descendencia, por lo que la villa pasó a Ana Nicolasa de Guzmán y Córdoba Osoro Dávila, XIV marquesa de Astorga, que unió este título al de su marido, VIII conde de Altamira, Antonio Gaspar de Moscoso Osorio y Aragón.
Durante la primera mitad del siglo XVIII se aprecia un momento de declive económico en el que como se recoge en el catastro de Ensenada la ganadería pierde peso y se cuentan en el pueblo 28 hogares "pobres de solemnidad". No hay datos exactos sobre población en este momento ya que el recuento se realizaba por vecinos, una unidad de población que designaba un hogar. Más adelante en el censo del Conde de Aranda, de 1768-1769 se precisa una población de 789 almas en el pueblo. El personaje natural del pueblo más destacado del que se tiene noticia en esta época es Claudio Sanz y Torres, un clérigo que llegó a ser obispo de Almería y donó numerosos objetos de culto a la parroquia, así como el retablo barroco de la capilla de la Virgen del Rosario, destruido durante la Guerra Civil.

### SiglosXIXyXX
En 1808 estalla la Guerra de Independencia con la invasión napoleónica; María Jesús Torquemada señala que “las tropas francesas saquearon Torres, especialmente su parroquia y otros edificios públicos”. Tras la guerra se produjo un descenso de la población que no recuperaría los niveles del siglo pasado hasta finales del siglo XIX.
Años después, con la instauración de un gobierno de corte liberal con la Regencia de María Cristina de Borbón, se llevó a cabo una reorganización territorial en 1833 por la que Torres, con el resto de la Campiña de Henares, deja de estar en la provincia de Toledo y pasa a formar parte de Madrid. En 1866 se produce el deslinde definitivo de Torres y Alcalá de Henares acabando así con siglos de disputas en torno a la definición de los límites territoriales.

A finales del siglo se acometen las obras de mejora de los antiguos caminos de herradura que unían Torres con los pueblos de los alrededores; sin embargo, los fondos de la Diputación Provincial tardaron en llegar y esta necesaria acción fue acometida por los propios vecinos en los caminos de Loeches, Torrejón de Ardoz o Pozuelo del Rey. 

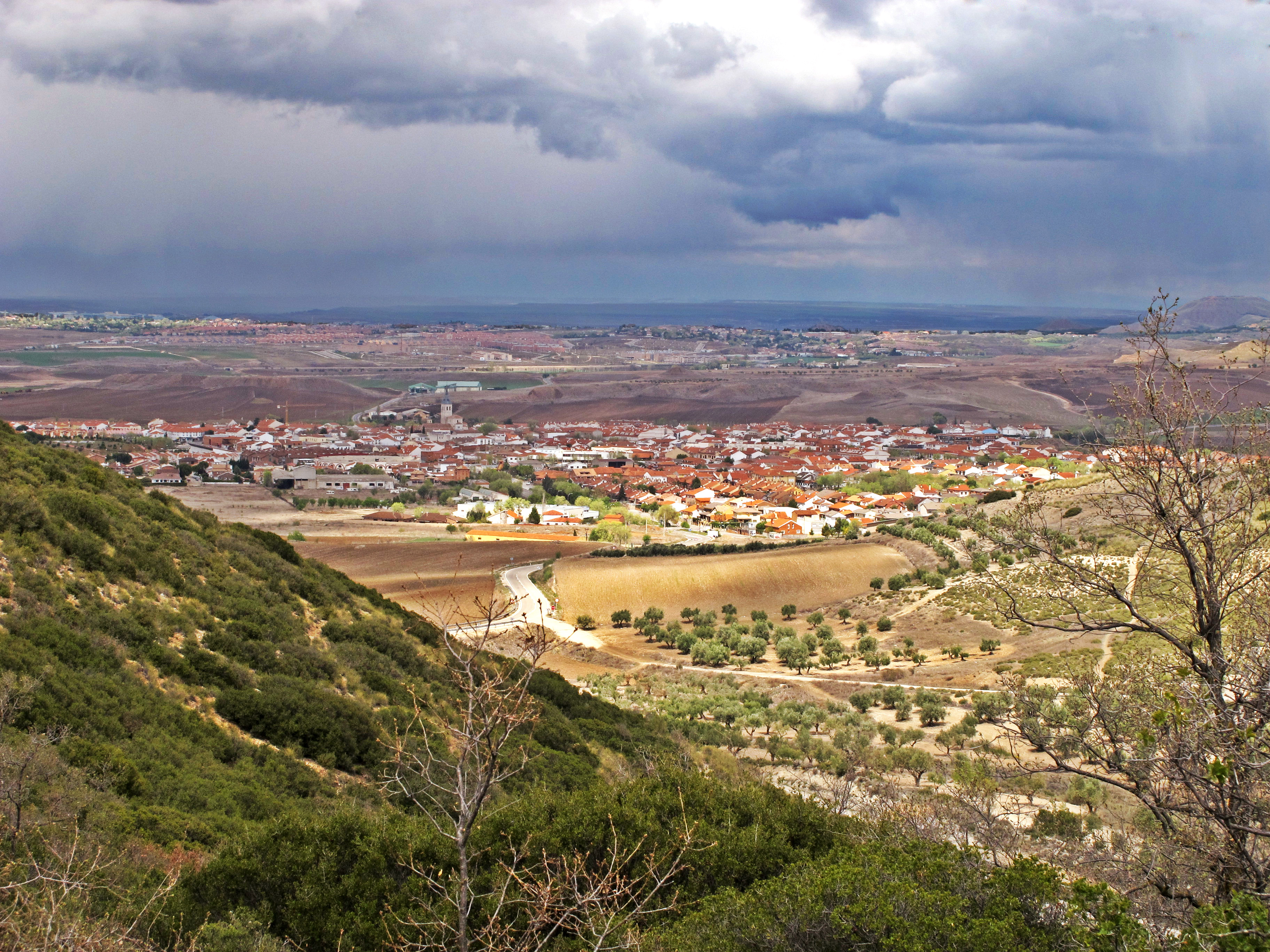
Vista de la localidad

En 1910 Torres pasó a conocerse con el nombre de Torres de la Alameda, y se inició una importante expansión demográfica; así, en la década de 1930 el pueblo contaba con 1100 habitantes. En este momento estalla en España la Guerra Civil, y el pueblo quedó en zona republicana, como el resto de la provincia de Madrid. Durante esta etapa se produjo una importante destrucción del patrimonio eclesiástico de Torres. Se destruyeron los dos retablos barrocos, tanto el de la capilla de la virgen del Rosario como el retablo principal que ocupaba todo el ábside de la iglesia, del que sólo se conserva una pequeña fotografía y una pintura realizada a partir de la misma. Por otro lado, algunas reliquias, objetos de culto, la copia de la Sabana Santa y el lignum crucis se ocultaron en casas de particulares. El chapitel de la iglesia parroquial quedó mochado y mientras duró la guerra el edificio fue empleado como lugar de reunión y centro cultural. Durante algún tiempo en la finca de la Dehesa de Torres se alojaron efectivos de las brigadas internacionales, en concreto tanquistas rusos, que después participarían en la batalla del Jarama.[cita requerida] Años más tarde, terminada la guerra, en esa misma finca pasó algunos días el general Francisco Franco en una excursión de caza.[cita requerida] Asimismo proporcionó la financiación para la reconstrucción de la torre de la iglesia, según consta en una placa de metal adosada en su cara norte.
En la segunda mitad del siglo XX Torres comienza a experimentar un crecimiento paulatino alentado por el desarrollo industrial del Corredor del Henares. En el Diccionario de España de 1957 se enumeran “Canteras de arcilla y yeso, 12 fábricas de tejas y ladrillo, una almazara, un molino de piensos, una herrería, una carpintería y cuatro tahonas”. Sin embargo, el desarrollo industrial se vio frenado por la crisis del petróleo, que obligó a cerrar muchas de estas fábricas. Pese a ello, el crecimiento se mantuvo al amparo del desarrollo de Torrejón de Ardoz y Alcalá de Henares, donde muchos de los habitantes del pueblo trabajaban en la industria o el sector servicios, alcanzando los 2213 habitantes en 1970.
Con los primeros ayuntamientos democráticos tras la dictadura se llevaron a cabo proyectos como la reforma del casco antiguo y la construcción de nuevos ensanches residenciales e industriales. En los albores del siglo XXI, la población del municipio rondaba los 5000 habitantes.

## Demografía
Cuenta con una población de 7758 habitantes (INE 2024).
| Gráfica de evolución demográfica de Torres de la Alameda entre 1842 y 2021 |
| |
| Población de derecho según los censos de población del INE Población de hecho según los censos de población del INEEn estos censos se denominaba Torres: 1842, 1857, 1860, 1877, 1887, 1897, 1900 y 1910 |

Desde principios del siglo xx Torres de la Alameda experimentó un importante crecimiento demográfico, pues en apenas cien años la población se multiplicó por siete. En 1900 la población era de 995 habitantes, y se mantuvo un leve crecimiento, con altibajos, hasta los años 30.
En los años de la Guerra Civil y la Posguerra, la población de derecho (empadronada) muestra una estabilización en torno a los 1100 habitantes, en el contexto de la autarquía franquista, hasta que a partir de 1960 se inicia un crecimiento notable. En efecto, entre 1960 y la crisis del petróleo de los 70 se produjo una explosión demográfica en toda España y, particularmente en el entorno de Madrid y otras grandes ciudades, un aumento poblacional vinculado con la migración del campo a la ciudad, buscando los centros productivos que promovió el plan de Estabilización de 1959. En el caso de Torres, se propició el asentamiento de personas que buscaban trabajar en el pujante Corredor del Henares (Alcalá, Torrejón), con su sector industrial y de servicios viéndose potenciados por el asentamiento de industrias, la construcción de la autovía A-2 a Barcelona, el establecimiento de la base aérea de Torrejón de Ardoz y servicios auxiliares, el aeropuerto de Barajas, la popularización del automóvil, etc.
A finales de los 70 y principios de los 80, numerosas empresas cambiaron su ubicación desde la ciudad de Madrid a la de Alcalá de Henares y se le dio un gran impulso para convertirla en un foco cultural, destacando la creación de la universidad de Alcalá y el premio Miguel de Cervantes, así como la recuperación de patrimonio histórico. Esto produjo a lo largo de los años una constante inmigración a Alcalá y su entorno, en el que se incluye Torres de la Alameda, que vio su crecimiento poblacional acelerado.
En los 90, el decidido impulso cultural siguió imparable con la declaración de Alcalá como ciudad patrimonio de la humanidad por la UNESCO, además de la mejora de servicios y comunicaciones (como la construcción en las cercanías de la autovía M-50 o la estación del AVE de Guadalajara), convirtieron a la ciudad en polo de atracción cultural y turístico de gran importancia. La población de Alcalá desbordó la ciudad y creció hacia su área de influencia, de forma que en Torres esta inmigración generó la necesidad de servicios y en consecuencia su mayor atractivo como lugar de residencia para habitantes de la propia Alcalá y otras localidades vecinas con menos recursos. Así, se entra en el nuevo siglo xxi con 4791 habitantes en 2001 y el crecimiento continuó a buen ritmo hasta estabilizarse en torno a los 7800 habitantes empadronados entre 2011 y 2021.

## Transporte público

Extensión del municipio dentro de la Comunidad de Madrid.

Torres de la Alameda cuenta con varias líneas de autobús que la comunican con las principales ciudades de su entorno, así como con otras localidades vecinas.
| Línea | Recorrido                                                    |
| ----- | ------------------------------------------------------------ |
| 231   | Alcalá de Henares - Urbanización Zulema - El Viso            |
| 232   | Alcalá de Henares – Torres de la Alameda                     |
| 260   | Alcalá de Henares - Ambite - Orusco                          |
| 261   | Madrid (Avenida de América) – Nuevo Baztán - Villar del Olmo |
| 320   | Arganda del Rey - Alcalá de Henares                          |

En materia de taxi, Torres funciona desde el 14 de enero de 2010 como una pedanía o un barrio de Madrid Capital al dejar de existir sus licencias municipales de taxi para ser gestionadas por el Ayuntamiento de Madrid. Desde la fecha, los taxis torresanos dejan de tener los distintivos locales (franja diagonal morada y escudo de Torres de la Alameda) para adoptar los de la Villa y Corte (franja diagonal roja y escudo municipal madrileño con el oso y el madroño).

## Política
| Periodos  | Alcaldes                     | Partido                           |
| --------- | ---------------------------- | --------------------------------- |
| 1979-1995 | Antonio Rodríguez del Barrio | PSOE                              |
| 1995-2003 | Francisco Acedo Jiménez      | PP                                |
| 2003      | Valentín Márquez Romero      | PSOE                              |
| 2003-2007 | Carlos Sáez Gismero          | PSOE                              |
| 2007-2009 | Valentín Márquez Romero      | Alternativa Ciudadana Olivo (ACO) |
| 2009-2015 | Clara Torre Ruiz             | PP                                |
| 2015-2023 | Carlos Sáez Gismero          | PSOE                              |
| 2023-     | José Antonio Blanco Heras    | PP                                |

### Últimas elecciones
Tras las elecciones del 29 de mayo de 2019 el Pleno municipal del Ayuntamiento de Torres quedó conformado por 7 concejales del PSOE (mayoría absoluta), 4 concejales del PP, 1 concejal de Vox y 1 concejal de Ciudadanos. Tras el pleno de investidura fue nombrado alcalde D. Carlos Sáez Gismero del Partido Socialista por segunda legislatura consecutiva, tercera legislaturas en total. En las elecciones municipales de 2023 el PP logró la mayoría absoluta, siendo elegido alcalde del municipio D. José Antonio Blanco Heras.

## Educación
En Torres de la Alameda hay dos centros de educación infantil: la Casa de Niños El Bosque Encantado y el Sastrecillo Valiente (ambos públicos). También hay un colegio público de educación infantil y primaria Nuestra Señora del Rosario, un instituto de educación secundaria IES Senda Galiana y una escuela para adultos.
Asimismo el pueblo dispone de biblioteca y de una escuela de música municipal.

## Deporte
Torres cuenta con numerosas instalaciones deportivas: un campo de fútbol de hierba artificial, cuatro pistas de pádel, tres de tenis, tres de fútbol sala (dos de ellas con cancha de baloncesto), una pista de frontón y un pabellón cubierto habilitado para fútbol sala y baloncesto. Dispone también de piscina municipal y de un tatami.
Y una escuela de patinaje "Patina-T", que imparte clases en las pistas del polideportivo al aire libre.   
En el año 2024 se crea el Club de Petanca de Torres de la Alameda, incorporándose a la Federación Madrileña de Petanca en el año 2025, club muy activo en la Comunidad de Madrid, creando varios Torneos y Campeonatos, tanto en la Plaza de Toros como en sus pistas de petanca, a fecha de marzo de 2025 sus pistas de petanca están situadas en el Parque Olof Palme. En marzo de 2024 acoge la fase previa individual al Campeonato de España Masculina, Femenina y Juvenil, así como la Fase Previa por Dupletas Juvenil, montando 100 pistas en los terrenos situados en el Camino de Loeches, al que asistieron más de 300 deportistas de la Comunidad de Madrid.   

## Monumentos y Patrimonio Histórico

### Iglesia de la Asunción de Nuestra Señora

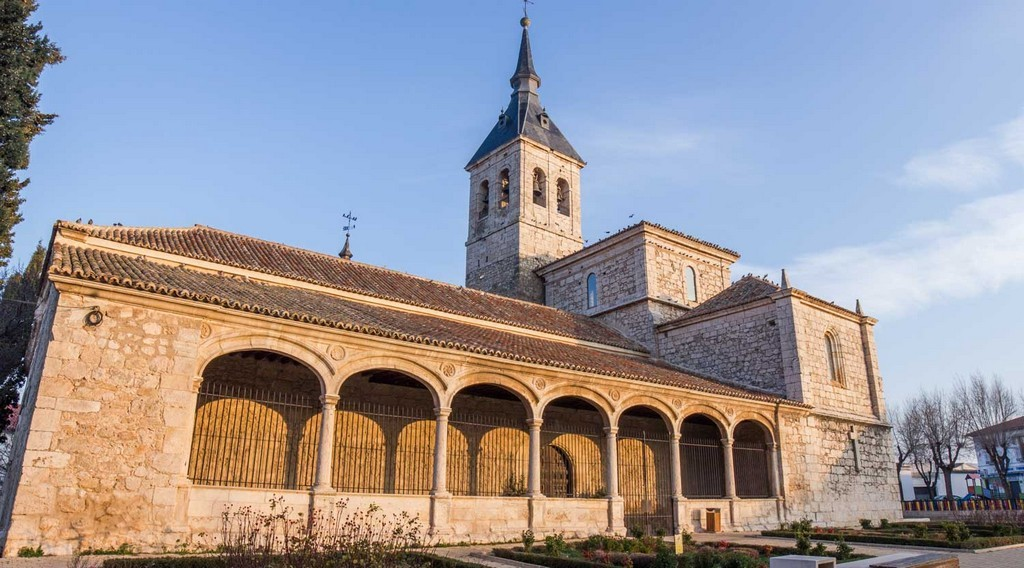
Iglesia parroquial de la Asunción de Nuestra Señora, en la plaza del Sol

La iglesia parroquial de Torres de la Alameda, en pleno centro del pueblo, está consagrada a la Asunción de Nuestra Señora, es una edificación grande, del siglo XVI y estilo renacentista. Su planta es basilical, y cuenta con tres naves. Su principal particularidad es el atrio orientado al sur y cerrado por una arcada con plinto. En la torre, al este, pueden apreciarse distintas fases constructivas, la más antigua es de estilo mudéjar y pertenece a la iglesia preexistente. El chapitel que corona el campanario es del siglo XVII.
En la nave izquierda se encuentra la capilla que contiene la imagen de la patrona del pueblo, Nuestra Señora del Rosario. El retablo barroco original donado por Claudio Sanz y Torres, clérigo natural del pueblo que llegó a ser obispo de Almería, fue destruido durante la Guerra Civil; el retablo actual fue financiado por los habitantes del pueblo en la posguerra. La capilla termina en una cúpula, en cuyas pechinas puede verse una versión de la heráldica de Torres; en este escudo aparecen tres torres similares a la de la propia iglesia y tres gavillas de trigo con tres espigas doradas.
Al final de la nave derecha se encuentra el antiguo baptisterio, que actualmente alberga la imagen del Cristo de la Torre. En la parte delantera de dicha torre, en paralelo al presbiterio, está la capilla de los condes de Montesclaros, donde fueron inhumados los miembros de esta familia. También alberga la urna dorada en la que se guarda la copia de la Sábana Santa. En el lado opuesto del presbiterio está la sacristía en la que se custodian algunas reliquias, entre las que destaca un Lignun Crucis y objetos litúrgicos. Además, en ella puede contemplarse un pequeño cuadro, realizado a partir de una fotografía, que muestra el aspecto del antiguo retablo mayor barroco, destruido durante la Guerra Civil. Algunos de los fragmentos que se pudieron salvar se integraron en el nuevo altar mayor.

### Ermita de la Soledad

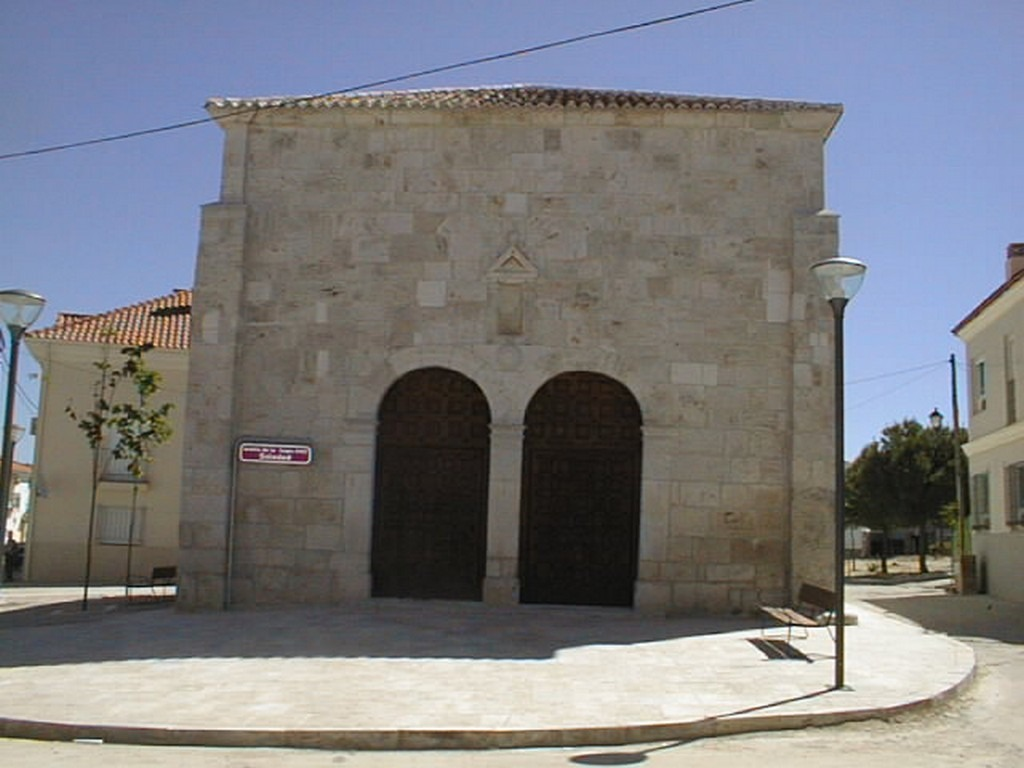
Ermita de la Soledad, en la calle Angustias

La ermita de la Soledad, también conocida como de las Angustias, se erigió entre finales del siglo XVI y principios del siglo XVII al este de Torres. Es una construcción sobria en la que destaca el parteluz de la portada de estilo toscano. Se conserva la carpintería original de las puertas, en parte debido a que estaban protegidas por un pórtico de madera con columnas de piedra que se perdió a principios del siglo XX.
En el extremo inferior derecho de la portada destaca una lápida de origen romano, que fue integrada en la construcción con fines decorativos siguiendo el gusto renacentista. Se trata de una estela funeraria en cuya parte superior puede verse un trébol de cuatro hojas y en la inferior una cenefa decorativa que representa una arcada. Puede leerse la inscripción:

FVSCI NA FUSCINAES TTVRICVN.FHS.E.S TTL

Durante la Guerra Civil se destruyó el patrimonio religioso que contenía la ermita, y desde entonces estuvo en una situación de completo abandono hasta finales del siglo XX, cuando fue restaurada. 
Más tarde pasó a albergar la nueva imagen de la Virgen de las Angustias o de la Soledad y cada año acoge la exposición de la Sábana Santa abierta al público.

### Ermita del Cristo del Amparo
En el cementerio de Torres, al norte, se conserva otra ermita conocida como la del Cristo del Amparo por la advocación que en ella se guarda. Sin embargo, en el lugar que ocupa esta construcción de 1704, se hallaba la antigua ermita de San Bartolomé, que se encontraba en aquel lugar antes de que el cementerio, anteriormente ubicado en las proximidades de la iglesia, fuera trasladado a las afueras.

### Ermitas perdidas
Antiguamente, Torres de la Alameda contaba con ermitas en sus cuatro puntos cardinales, así, junto a las mencionadas previamente, existían otras dos: 
- La ermita de Santa Susana, ubicada al sur, desaparecida en el siglo XIX. Tan sólo queda de ella el rastro de su nombre en el callejero: ronda de Santa Susana.
- La ermita de San Roque, al oeste, que marcaba el fin de un Vía Crucis situado en el actual parque del Calvario.[18] Tanto el Vía Crucis como la ermita desaparecieron en la Guerra Civil.[2]

### Copia de la Sábana Santa

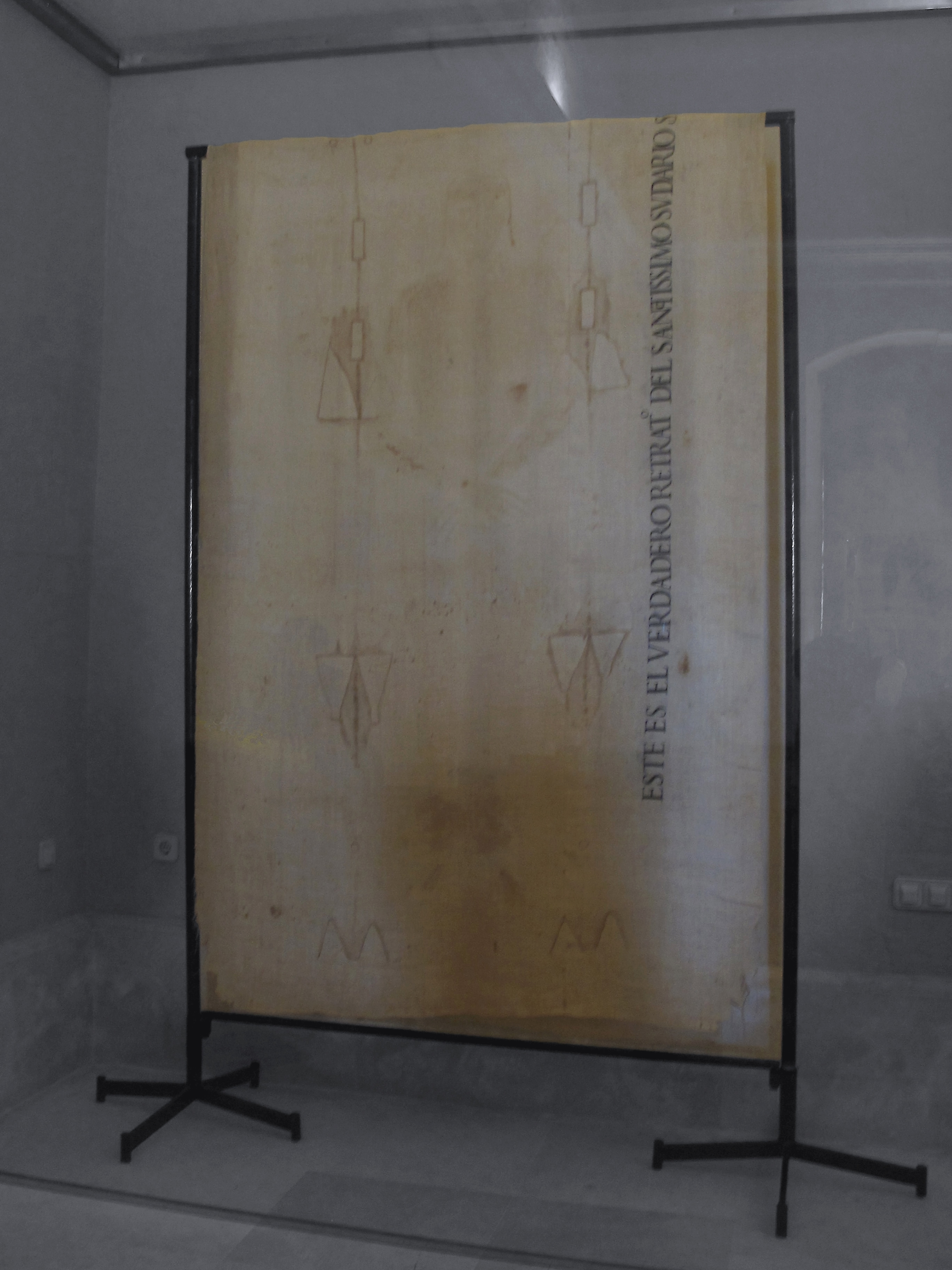
Copia de la Sabana Santa de Torres de la Alameda

Datada de principios del }siglo XVI, su principal particularidad reside en que es una copia "auténtica", considerada como tal por haber estado en contacto con la Síndone de Turín. Tal y como aparece en una inscripción en el lado derecho del propio lienzo 

Éste es el verdadero retrato del Santíssimo Sudario sacado del original en Turín y tocado a él en 3 de mayo de 1620 años.

Se desconoce cómo llegó la sábana a Torres, aunque si se sabe que éste era un regalo que frecuentemente realizaba la Casa Saboya, que custodiaba la Sabana Santa en aquella época. Una de las hipótesis señala que la sábana pudo haber estado en poder de la reina Margarita de Austria, y que ella se la entregó a su confesor Mariano de Torres, natural de la villa. Sin embargo, es poco verosímil ya que la reina murió en 1611, aunque pudo haber ocurrido algo similar con las infantas o con las sucesivas reinas consortes Isabel de Borbón y Mariana de Austria. También se especula con que pudo haberla traído algún fraile o cortesano originario del pueblo.
Durante la Guerra Civil, la copia de la Sábana Santa fue depositada en una caja y enterrada en un basurero doméstico en la casa de uno de los vecinos del pueblo. Desde entonces hasta finales del siglo XX fue circulando entre los vecinos hasta que la parroquia pasó a encargarse de su conservación. Actualmente se encuentra en un arca dorada en la iglesia con un panel informativo anexo, y se expone en la ermita de la Soledad en Semana Santa.

## Tradiciones y ocio

### Fiestas patronales

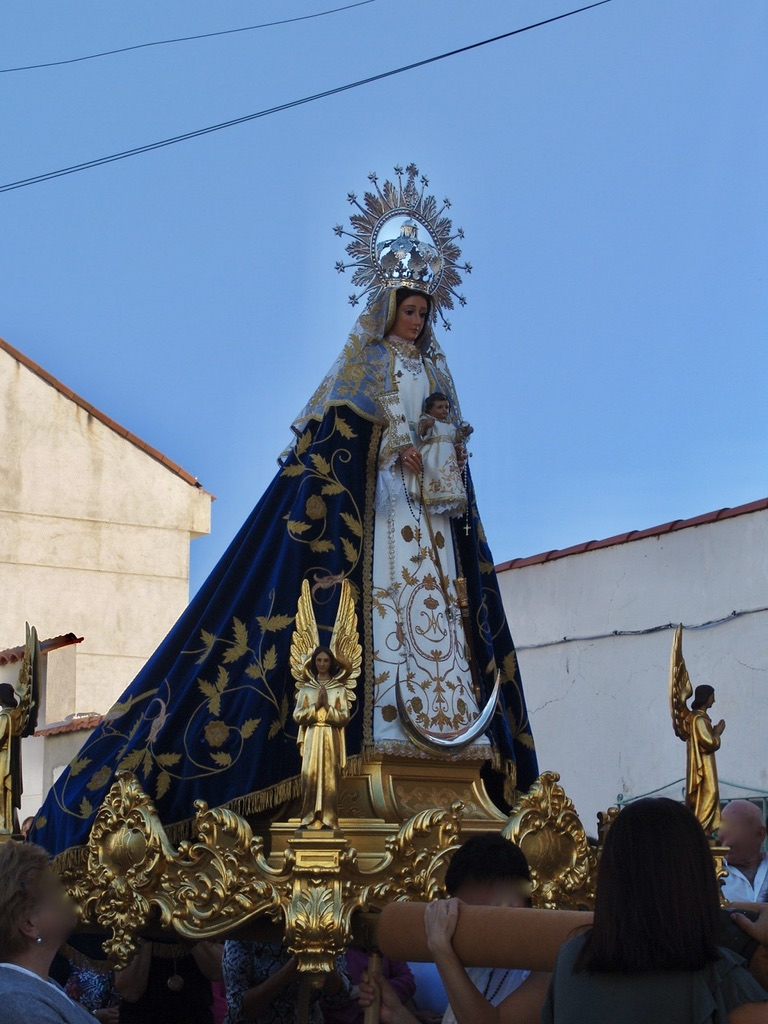
Imagen de la Virgen del Rosario, en la procesión de las fiestas patronales.

Las fiestas patronales en honor a la Virgen del Rosario, patrona del pueblo se celebran a principios de octubre, son cinco días de festejos contando el viernes por la noche, aunque el programa de actividades suele adelantarse algunas semanas. Las fiestas comienzan con el chupinazo, que marca su inicio. Suele invitarse a alguien reconocido para "dar el chupinazo" desde el balcón del Ayuntamiento, mientras las distintas peñas del pueblo se agrupan en la plaza. Durante las fiestas se instalan distintas atracciones en el recinto ferial y mercadillos. También se organizan diferentes actividades de ocio como bailes o conciertos. Asimismo, tienen un papel muy importante en las fiestas patronales las actividades taurinas como encierros, capeas y corridas de toros.
Al día siguiente del chupinazo es la ofrenda floral, en la que los vecinos llevan flores a la Virgen en la iglesia. Tras la ofrenda floral suele haber un castillo de fuegos artificiales. El domingo se celebra una misa solemne en honor a la patrona y por la tarde se saca su imagen en procesión por las calles del pueblo.

### Fiestas del Agua
Las Fiestas del Agua se celebran en honor a la llegada del agua del Canal de Isabel II. En el verano de 1983 Torres de la Alameda unió su red de agua al canal, lo que supuso una gran mejora de la calidad de vida en el pueblo. Con motivo de este acontecimiento ese año se programaron en verano unos festejos que se denominaron Fiestas del Agua y que se han mantenido desde esa fecha. Las Fiestas del Agua no tienen un calendario fijo, suelen celebrarse durante el primer o segundo fin de semana de julio.

### Día de la Tortilla
El día de la tortilla en Torres de la Alameda se celebra los dos jueves anteriores al miércoles de ceniza. Los torresanos en compañía de amigos y familiares van a pasar el día al campo para comer tortilla de patatas. Tradicionalmente el primer jueves era el de los chicos y el siguiente jueves el de las chicas, aunque desde finales del siglo pasado suelen celebrarse los dos días chicos y chicas indistintamente.

### Festividad de San Antón
Se celebra el día 21 de enero, por la festividad de Antonio Abad|San Antonio y suele trasladarse al domingo más cercano a ese día. En esta celebración tradicionalmente se bendecían los animales de tiro y el ganado. Desde finales del siglo pasado el párroco del pueblo bendice los animales y las mascotas. Suele ponerse un mercadillo solidario en la plaza del Sol con distintas rifas, entre ellas dos corderos. También se sortea un cerdo entre todos los empadronados en el pueblo y se reparten panecillos entre los asistentes.

## Rutas
Existen numerosas rutas y caminos que parten desde Torres de la Alameda hacia los pueblos de alrededor, y que pueden recorrerse tanto a pie como en bicicleta. Los principales caminos son el de Loeches, el de Valverde, el de Nuevo Baztán, Pozuelo y Campo Real. Para poder disfrutar de las vistas del pueblo un buen lugar es el Mirador de los Pájaros, se puede llegar por un camino o en coche en un desvío en la carretera de Campo Real.